# Stazione di Castel d’Ario
Stazione di Castel d'Ario vasútállomás Olaszországban, Lombardia régióban, Castel d'Ario településen.

## Vasútvonalak
Az állomást az alábbi vasútvonalak érintik:
- Mantova-Monselice-vasútvonal

## Kapcsolódó állomások
A vasútállomáshoz az alábbi állomások vannak a legközelebb:
- Stazione di Gazzo di Bigarello
- Stazione di Bonferraro